# استرومریتیس
استرومریتیس (به لاتین: Astromeritis) یک روستا در قبرس است که در ناحیه نیکوزیا واقع شده‌است.

## خصوصیات
استرومریتیس  ۲٬۳۰۷ نفر جمعیت دارد و ۱۶۰ متر بالاتر از سطح دریا واقع شده‌است.